# Borgaria
Borgaria è una frazione del comune di Narni, in provincia di Terni.
Si trova sulla Strada statale Tiberina, a 353 m s.l.m., a guardia dello stretto ingresso della gola attraversata dal fiume Nera che sfocia nel Tevere.
Al censimento Istat del 2001  gli abitanti erano 79.

## Storia
Il toponimo discende dalla parola arciporcaro, un termine con il quale, all'epoca della dominazione longobarda, si designava il sovrintendente dei boschi e pascoli destinati ai maiali, stanziato in questo piccolo paese appartenente al Ducato di Spoleto. All'inizio detta porcaria, in tempi recenti ha assunto il nome attuale.
Per quanto concerne la preistoria, qui sono stati trovati reperti fossili e sostanze minerali molto interessanti, risalenti all'era in cui il territorio ancora si trovava sommerso dalle acque marine.
In epoca storica, la presenza dei romani è testimoniata da resti di abitazioni e opifici, nonché dal rinvenimento di un buon numero di frammenti ed iscrizioni.
Durante il medioevo era un castello appartenente alla diocesi di Narni, già a partire dall'anno 1191.
Durante l'anno 1291, partecipe con Narni ed Amelia della rivolta del pagamento del censo alla Chiesa, venne colpita da un interdetto.
Più tardi, nel 1508, Papa Sisto IV impose l'obbligo collettivo di prestazione d'opera per costruire la porta delle Arvolte di Narni; un giudice, però, li liberò da questa imposizione in seguito alle richieste dei popolani.

## Monumenti e luoghi d'interesse
Il castello, di base poligonale, è pressoché scomparso: rimangono solo alcuni tratti di mura, una torre a pianta circolare, e i resti di una rocca.